# 제2차 세계 대전의 화기 목록
제2차 세계 대전의 화기 목록은 제2차 세계 대전 중에 전쟁 참전국들이 사용했던 화기에 관한 목록이다. 당시 참전국들은 여러 가지 사정상 제1차 세계 대전 당시부터 사용된 화기들도 다수 사용되었으며, 그 중에는 19세기말에 개발된 화기도 있다.

## 돌격 소총
| 이름  | 개발국    | 개요                                                                             |
| Stg44 | 나치 독일 | 세계 최초의 돌격 소총                                                            |
| Stg45 | 나치 독일 | 마우저 사에서 개발했으나, 시험생산형(prototype)만 만들고 개발이 취소된 돌격 소총 |

|

## 소총
| 이름                             | 개발국         | 개요 |
| M1 개런드                        | 미국           | 제2차 세계 대전 중 미국군 보병의 기본 화기 |
| M1 카빈                          | 미국           | 전방 보병보다 후방 부대 및 장교들이 사용하도록 개발된 짧은 소총. |
| M1941 존슨 소총                  | 미국           | M1 소총과 경쟁에서 패했지만, 무기가 부족했던 해병대 일부가 사용했던 소총                                                                                              |
| M1903 스프링필드                 | 미국           | 제1차 세계 대전 당시 주력 소총이었으나, 제2차 세계 대전에서는 저격용으로 사용됨.                                                                                      |
| 1식 소총                         | 이탈리아 왕국  | 이탈리아가 일본 제국의 주문으로 생산한 소총 |
| 38식 보병총                      | 일본           | 일본군 보병의 주력 제식 소총 |
| 38식 기병총                      | 일본           | 38식 소총의 길이를 줄인 소총 |
| 44식 기병총                      | 일본           | 38식 기병총을 개량한 소총 |
| 97식 저격총                      | 일본           | 38식 소총을 기본으로 저격용으로 개량한 소총 |
| 99식 소총                        | 일본           | 일본군 주력 제식 소총 |
| 4식 자동소총                     | 일본           | 미국의 M1을 모방하여 개발한 반자동 소총. 약 250정 생산. |
| 베르디에 소총                    | 프랑스         | 8mm 레벨탄을 사용하는 프랑스군 제식 소총 |
| MAS 36                           | 프랑스         | 1936년에 프랑스군에 채용된 볼트 액션 소총. 1978년까지 사용됨. |
| 카르카노 M1891                   | 이탈리아 왕국  | 제1차 세계 대전 및 제2차 세계 대전 중 이탈리아군 제식 소총. 전후에 이탈리아 경찰이 사용.                                                                              |
| 중정식 소총                      | 대만           | 국민당군 및 중화민국 제식 소총 |
| 한양88식 소총                    | 대만           | 국민당군 및 중화민국 제식 소총 |
| 드리즐 카빈                      | 영국           | 영국이 요인 암살 및 특수작전용으로 개발한 소음 소총 |
| M1917 엔필드 소총                | 미국           | 덩게르크 철수 후 무기 부족 문제에 직면한 영국이 미국에 요청하여 개발한 소총. M1907 스프링필드를 영국군 제식 탄약을 사용하도록 개발한 소총으로, 주로 후방부대에서 사용 |
| 리엔필드 소총                    | 영국           | 영국군 및 영연방 국가들의 표준 제식 소총 |
| 리엔필드 정글 카빈               | 영국           | 영국이 정글 전투에 사용할 목적으로 개발한 카빈 |
| P14 엔필드                       | 영국           | 제1차 세계 대전 중에 미국의 M1917을 영국군 제식 탄약을 쓰도록 개조한 소총. 제2차 세계 대전 중에는 저격용으로 사용함.                                                  |
| vz.24 소총                       | 체코슬로바키아 | 7.92x57mm 마우저를 사용하는 소총 |
| vz.33 소총                       | 체코슬로바키아 | 7.92x57mm 마우저를 사용하는 소총 |
| 스타이어-만리허 M1895            | 오스트리아     | 1895년에 채용되어 1945년까지 오스트리아군이 사용 |
| M.95 소총                        | 네덜란드       | 네덜란드 육군의 제식 소총 |
| 35M 소총                         | 헝가리         | 헝가리군 제식 소총으로 1950년대까지 사용 |
| Kar98k                           | 나치 독일      | 나치 독일군 보병의 기본 제식 소총으로 지금도 분쟁 지역에서 현역으로 사용 중인 경우가 있다.                                                                            |
| Gew98                            | 독일 제국      | 독일 제국이 1895년에 채용한 소총으로, 제2차 세계 대전에서는 무장친위대 일부와 후방부대가 사용                                                                         |
| FG42                             | 나치 독일      | 독일 공수부대용으로 개발한 자동소총 |
| G41 반자동소총                   | 나치 독일      | 보병 화력을 더 강화할 목적으로 개발한 반자동소총 |
| G43 반자동소총                   | 나치 독일      | G41을 개량한 반자동소총. 가스 시스템이 SVT-40과 비슷하다. |
| 국민돌격소총                     | 나치 독일      | 전쟁 후반, 무기가 부족하자 국민돌격대를 무장시키기 위해 값싸게 만든 소총.                                                                                             |
| 모신-나강 소총                   | 러시아 제국    | 러시아 제국부터 소련까지 제식 소총으로 사용된 소련군 보병 제식 소총                                                                                                   |
| AVS-36                           | 소련           | 반자동소총에 관심이 많던 소련 군부의 요구로 개발된 반자동소총. 성능 문제로 퇴출됨.                                                                                    |
| SVT-40/SVT-38                    | 소련           | 페도르 토가레프가 개발한 반자동소총. 미국 M1에 맞먹는 양이 생산되었으며, 저격용으로도 많이 사용되었다.                                                                |
| Kbsp wz. 1938M                   | 폴란드         | 1934년에 채용된 7.92mm 탄을 사용하는 폴란드군 제식 소총 |
| 몬드라곤 소총                    | 멕시코         | 멕시코가 개발한 자동소총. 세계 여러나라에 수출되었으며, 독일군도 일부 사용.                                                                                           |
| 크라크-요르겐센 소총             | 노르웨이       | 노르웨이군이 1886년에 채용한 이래 1945년까지 주력 제식 소총으로 사용.                                                                                                 |
| type1937 Beretta(M1937)          | 이탈리아 왕국  | 이탈리아 베레타사가 개발한 시제 반자동 소총 |
| M1932 Marco Scotti Mod X Società | 이탈리아 왕국  | 이탈리아 Società Anonima사가 개발한 시제 반자동 소총 |
| Fusil Mle 1917/18 RSC            | 프랑스         | 프랑스가 개발한 반자동 소총 |

## 기관단총
| 이름                             | 개발국              | 개요 |
| M3 기관단총                      | 미국                | 톰슨 기관단총의 높은 생산단가를 줄이고자 개발함. 모양때문에 "그리스건"이란 별명이 붙었다.                                                                         |
| 톰슨 기관단총                    | 미국                | "토미건"이란 별명으로 유명한 미군의 주력 기관단총. 알 카포네의 발렌타인 데이 학살에서 사용된 화기로 유명                                                          |
| 100식 기관단총                   | 일본                | 독일의 MP18을 참고하여 개발한 기관단총으로 착검이 가능하다 |
| MP18                             | 독일 제국           | 세계 최초의 기관단총으로 많은 기관단총 설계에 영향을 미침. |
| MP28                             | 바이마르 공화국     | MP18 개발자가 MP18을 개량한 버전 |
| MP34                             | 오스트리아          | 오스트리아 경찰용으로 MP18 기반으로 개발된 기관단총이지만, 무장친위대 및 독일 육군도 사용                                                                         |
| MP35                             | 나치 독일           | 1932년 베르그만이 개발한 9mm 루거탄 사용 기관단총. 베르그만은 MP18 개발자다.                                                                                      |
| MP38                             | 나치 독일           | 독일군 주력 기관단총 |
| MP40                             | 나치 독일           | MP38을 개량하여 비용 절감을 꾀한 기관단총이다. 소련군은 PPSh-41보다 좋다고 평가.                                                                                  |
| PPD-40                           | 소련                | 1934년에 개발된 오픈 볼트 방식 기관단총. 주로 NKVD가 사용. |
| PPSh-41                          | 소련                | 제2차 세계 대전 당시 소련군의 주력 기관단총. 독일군은 PPSh-41이 더 낫다고 생각했다.                                                                               |
| PPS-43                           | 소련                | PPSH-41의 생산성 문제를 개선한 기관단총. 조선민주주의인민공화국의 대남 간첩 장비로도 익숙하다.                                                                    |
| 오스틴 기관단총                  | 오스트레일리아      | 스텐 기반 기관단총으로 대실패한 기관단총. |
| 오웬 기관단총                    | 오스트레일리아      | 오스틴과 달리 성공작이 된 기관단총. |
| 란체스터 기관단총                | 영국                | 영국 해군이 사용한 기관단총. |
| MAS 38                           | 프랑스              | 제2차 세계 대전 전에 개발된 프랑스군 제식 기관단총. 그러나 독일 및 이탈리아군이 주로 사용함. 베니토 무솔리니 사형 당시, 이탈리아 레지스탕스들이 이 총을 사용했다. |
| M50 레이징                       | 미국                | 해링턴 & 리처드슨 사가 개발한 기관단총. 미국 해군, 해병대, 해안경비대가 사용                                                                                      |
| 스텐 기관단총                    | 영국                | 영국을 구한 기관단총으로 가장 값싸고 단순하게 만들 수 있는 화기의 전형                                                                                            |
| 수오미 기관단총                  | 핀란드              | 겨울 전쟁 당시 핀란드군 주력 기관단총으로 PPSh-43 개발에 영향을 줌.                                                                                               |
| ZK 383                           | 체코슬로바키아      | |
| 베레타 M1918                     | 이탈리아 왕국       | 1918년에 처음 채용된 이탈리아군용 기관단총 |
| 베레타 M1938                     | 이탈리아 왕국       | 베레타사가 개발한 기관단총으로 우수한 성능을 인정받았다. |
| MP3008                           | 나치 독일           | 나치 독일이 국민돌격대용으로 개발한 기관단총. |
| MCEM 1 기관단총                  | 오스트레일리아      | |
| 모르스 기관단총(Mors)            | 폴란드              | 1936년 ~ 1938년 사이 개발된 폴란드군용 기관단총. |
| 아세날 M23 기관단총(Arsenal M23) | 에스토니아          | 1926년 ~ 1935년 사이에스토니아군용으로 생산된 기관단총. |
| BAS 웰건(BSA Welgun)             | 영국                | 영국이 특수작전용으로 개발한 기관단총 |
| 뷔스카비차 기관단총              | 폴란드              | Blyskawica 기관단총은 폴란드 국내군이 대독 저항 운동을 위해 비밀리에 개발한 9mm 기관단총이다.                                                                     |
| 베호비체 기관단총                | 폴란드              | 폴란드 국내군이 비밀리에 개발한 기관단총 |
| 다누비아 43M 기관단총            | 헝가리              | 1943년 ~ 1945년 사이에 생산한 9mm 기관단총 |
| EMP 35 기관단총                  | 나치 독일           | 1935년에 개발하여 스페인 내전에 사용되었고, 프랑스군과 무장친위대 일부가 사용                                                                                     |
| EMP 44 기관단총                  | 나치 독일           | 에르마 베르케가 1943년에 개발했지만, 독일군은 채용하지 않았다. |
| FNAB-43                          | 이탈리아 사회공화국 | 1944년에 이탈리아 사회주의 공화국의 군대를 위해 개발한 기관단총                                                                                                   |
| TZ-45                            | 이탈리아 사회공화국 | 약 6천 정이 개발된 9×19mm 패러벨럼을 사용하는 기관단총. |
| OVP 기관단총                     | 이탈리아 왕국       | 1918년에 채용된 기관단총. |
| 오리타 M1941                     | 루마니아 왕국       | 제2차 세계 대전 중 루마니아 왕국에서 생산된 기관단총. |
| 유나이티드 디펜스 M42            | 미국                | 정부 출자 회사인 United Defense Supply Corp.에서 생산한 기관단총. 주로 유럽의 저항세력에 공급되었다.                                                              |

## 기관총
| 이름                         | 개발국             | 개요 |
| Mle1931                      | 프랑스             | 전차용 및 마지노 방어선용으로 개발한 경기관총 |
| M1941 존슨 경기관총          | 미국               | M1941 소총을 기반으로 개발된 경기관총으로, CIA가 후원한 피그스 만 침공때도 사용되었다.                                                                  |
| M2 기관총                    | 미국               | 1918년에 개발된 12.7mm 중기관총. 현재도 현역으로 사용 중                                                                                                |
| 브라우닝 M1919 기관총        | 미국               | 미군의 주력 소대급 경기관총 |
| 브라우닝 자동 소총           | 미국               | M2 및 M1919와 같이 개발되어 분대 지원화기로 사용했으며, 벨기에 FN사가 면허 생산.                                                                        |
| ZB 26                        | 체코슬로바키아     | 브렌 경기관총의 원형인 걸작 경기관총으로 독일군도 많이 사용함.                                                                                          |
| 베사 기관총                  | 체코슬로바키아     | 7.92mm 마우저 탄약 사용 중기관총으로 영국군이 전차용 기관총으로 개수없이 채용                                                                           |
| 1식 중기관총                 | 일본               | 1941년에 채용한 7.7x58mm 아리사카를 사용한 중기관총 |
| 3식 중기관총                 | 일본               | 호치키스 M1914 기관총을 면허생산한 중기관총 |
| 92식 중기관총                | 일본               | 7.7mm 92식 탄을 사용하는 중기관총 |
| 11년식 경기관총              | 일본               | 일본 제국 육군이 채용한 30식 6.5x50 mm탄을 사용하는 경기관총. 기묘한 급탄방식으로 악명이 높았다.                                                        |
| 92식 기관총                  | 일본               | 일본 제국 해군이 채용한 기관총으로 루이스 경기관총의 면허생산형.                                                                                        |
| 96식 경기관총                | 일본               | 일본 제국 육군이 11년식 경기관총의 문제점을 개선하고자 개발한 경기관총. 구경은 동일                                                                     |
| 97식 경기관총                | 일본               | 전차 및 차량 탑재용으로 개발한 경기관총 |
| 99식 경기관총                | 일본               | 제식 소총을 38식에서 99식으로 바꿔가는 추세에 맞춰 99식과 같은 탄약(7.7x58mm 아리사카)를 사용하도록 개발한 경기관총                                     |
| 브레다 M30                   | 이탈리아 왕국      | 이탈리아 육군의 기본 경기관총 |
| 브레다 M37                   | 이탈리아 왕국      | 이탈리아군 중기관총 |
| 브레다 M38                   | 이탈리아 왕국      | 전차 탑재용으로 개발한 기관총. 피아트 L6/40, M11/39, M13/40에 탑재됨.                                                                                   |
| ZB26 경기관총                | 체코슬로바키아     | 체코슬로바키아가 개발한 걸작 탄창식 경기관총. 브렌 경기관총의 원형이기도 하나 독일군이 애용하기도 함.                                                   |
| CZ vz. 30                    | 체코슬로바키아     | |
| 베사 기관총                  | 영국               | ZB53 중기관총을 영국이 전차용 기관총으로 면허생산한 기관총. 원형인 ZB53은 독일군도 사용했다.                                                            |
| 브렌 경기관총                | 영국               | ZB26을 영국이 자국군 탄약에 맞게 개조한 경기관총. 분대지원화기로 사용                                                                                   |
| 데그챠레프 경기관총          | 소련               | 소련군의 걸작 분대지원화기 경기관총 |
| DShK                         | 소련               | 미국의 M2에 해당하는 소련군 중기관총 |
| SG-43 고류노프               | 소련               | 구식 수냉식 맥심 기관총을 대체하고자 개발한 공랭식 중기관총.                                                                                            |
| MG 15 경기관총               | 나치 독일          | 테오도르 베르그만이 설계한 탄창식 경기관총 |
| MG 17 기관총                 | 나치 독일          | 독일 공군의 항공기용 고정 무장으로 주로 사용된 기관총                                                                                                   |
| MG 30 기관총                 | 오스트리아/ 스위스 | 라인메탈 사가 스위스에서 개발한 경기관총.. 이 기관총을 개량한 것이 MG34이다.                                                                            |
| MG 34                        | 나치 독일          | 라인메탈 사가 개발한 다목적 기관총 |
| MG 35                        | 나치 독일          | 스웨덴제 크노르 브렘제 Kg. M/40 경기관총(8.5mm 탄 사용)을 독일의 7.92mm 탄약을 사용하도록 개조한 경기관총.                                              |
| MG 42                        | 나치 독일          | MG34의 생산성을 개선한 다목적 기관총. 현재도 MG-3으로 사용 중.                                                                                          |
| MG 81 기관총                 | 나치 독일          | 독일 공군용으로 개발한 7.92mm 기관총. MG15 대체용으로 개발                                                                                              |
| MG 131 기관총                | 나치 독일          | 독일 공군을 위해 개발한 13mm 탄 기관총으로 전투기 탑재용이다.                                                                                           |
| MG 151 기관총                | 나치 독일          | 독일 공군용 15mm 기관총 |
| MG 08                        | 독일 제국          | 제1차 세계 대전 당시 독일 제국 육군의 주력 기관총이었으며, 제2차 세계 대전 초기에 MG34가 부족하여 계속 사용되었다.                                      |
| MG M.07/12 슈발츠로제 기관총 | 오스트리아-헝가리  | 제1차 세계 대전 당시 오스트리아-헝가리군의 주력 중기관총으로 제2차 세계 대전에서도 일부 사용되었다.                                                     |
| 비커스 중기관총              | 영국               | 제1차 세계 대전부터 사용한 영국군의 제식 수냉식 중기관총. 1968년까지 현역으로 사용.                                                                     |
| 비커스K 기관총               | 영국               | 비커스-암스트롱사가 항공기용 기관총으로 개발했으나, 항공기 기술의 발전으로 항공기용으로는 퇴출되었다. 하지만, SAS가 특수작전용으로 사용하여 유명해졌다. |
| 비커스-베르디에 경기관총     | 영국               | 인도 주둔 영국군이 제식 채용한 경기관총. 브렌과 외형이 비슷하다. 주로 태평양전선에서 사용되었다.                                                        |
| 라티-살로란타 M/26           | 핀란드             | 핀란드군 제식 경기관총. 7.62x53mmR 탄약을 사용. |

## 권총
| 이름                 | 개발국         | 개요 |
| 베레타 M1934         | 이탈리아 왕국  | 제2차 세계 대전 당시 이탈리아군의 제식 권총으로 수집가들 사이에 인기있는 권총.                                       |
| 베레타 M1935         | 이탈리아 왕국  | |
| FP-45 리버레이터     | 미국           | 제너럴 모터스 社가 만든 레지스탕스용으로 개발한 권총.                                                                |
| FN M1910             | 벨기에         | FN사가 1910년에 개발한 권총으로 1983년까지 생산                                                                      |
| FN 브라우닝 하이파워 | 벨기에         | FN사의 싱글 액션 방식의 9mm 자동권총으로 존 브라우닝이 설계했으며, 나치 독일군도 애용했다.                           |
| vz.22 권총           | 체코슬로바키아 | .380 ACP를 사용하는 권총                                                                                             |
| vz.24 권총           | 체코슬로바키아 | .380 ACP를 사용하는 권총                                                                                             |
| vz.27 권총           | 체코슬로바키아 | .32 ACP를 사용하는 권총                                                                                              |
| CZ vz. 38            | 체코슬로바키아 | .380 ACP를 사용하는 권총                                                                                             |
| 엔필드 리볼버        | 영국           | No2 Mk I이 전쟁 중 주력권총으로 사용되었으며, 첫 개발은 19세기 말이었다.                                             |
| 글리센티 M1910       | 이탈리아 왕국  | 1910년에 처음 채용한 9mm 글리센티 탄을 사용하는 권총                                                                 |
| 인글리쉬 하이 파워   | 캐나다         | FN사 하이파워의 캐나다 생산 버전                                                                                     |
| 루거 P08             | 독일 제국      | 1908년 ~ 1942년 사이 생산된 독일군 주력 권총                                                                         |
| 마우저 C96           | 독일 제국      | 제2차 세계 대전 중에는 기관단총 대용으로 사용되기도 한 기관권총                                                      |
| 콜트 M1911           | 미국           | .45 ACP를 사용했으며, 오랜 기간 미군 제식 권총이었다                                                                 |
| M1917 리볼버         | 미국           | .45 ACP탄 리볼버 권총. 제2차 세계 대전에서는 주로 헌병들이 사용                                                      |
| 나강 M1895           | 러시아 제국    | 붉은 군대도 TT-33의 수량 부족으로 대량 사용함.                                                                       |
| 비스 자동권총        | 폴란드         | 폴란드군 제식 권총으로서 독일군도 이 권총을 상당수 사용                                                              |
| 자우어 38H           | 나치 독일      | 해머리스(hammerless) 방식의 소형 반자동 권총                                                                         |
| TT-33                | 소련           | TT-30을 개량한 소련군 제식 권총. 여러 가지 변형이 있다                                                               |
| 2식 기관권총         | 일본           | 일본 제국 해군용으로 개발/생산된 기관권총                                                                            |
| 남부식 권총          | 일본           | 일본군 제식 권총. 시리즈 중 14년식이 가장 유명                                                                       |
| 26년식 리볼버        | 일본           | 9mm 더블액션 방식 리볼버. 일본 육군이 사용                                                                           |
| 94식 8mm 권총        | 일본           | 8x22mm 남부 탄약을 사용하는 자동권총                                                                                 |
| 발터 HP              | 나치 독일      | 전쟁 전 발터사가 상용으로 개발한 권총으로 나중에 발터 P38로 발전한다.                                                |
| 발터 P38             | 나치 독일      | 제2차 세계 대전 중 독일군 주력 권총으로 P08을 대체하기 위해 개발했으며, 1980년대 초까지 서독군 주력 권총으로 사용됨. |
| 발터 PP              | 나치 독일      | 고급 장교 및 경찰용으로 개발된 소형 반자동 권총                                                                      |
| 발터 PPK             | 나치 독일      | 발터 PP를 더욱 작게 만든 권총.                                                                                       |
| 웨블리 리볼버        | 영국           | .38 S&W을 사용하는 리볼버 권총. 영국군 제식 권총으로서 1963년까지 사용.                                              |
| 드라이제 M1907       | 독일 제국      | 폰 드라이제가 개발한 반자동 권총.                                                                                    |
| 마우저 HSc           | 나치 독일      | .32 ACP를 사용한블로우백 방식 소형 권총                                                                              |
| 윌로드 소음권총      | 영국           | 암살용으로 개발한 소음권총. 2800정 정도 만들어졌다.                                                                  |
| 아스트랄 M900        | 스페인         | 독일의 마우저 C96을 스페인판 복제 생산품                                                                             |
| 깜포 지로            | 스페인         | 9x23mm 라고 탄을 사용하는 스페인제 반자동 권총                                                                       |
| 라티 L35             | 핀란드         | 핀란드군 제식 권총.                                                                                                  |
| 프로머 스톱          | 헝가리         | 헝가리군 제식 권총으로 사용된 권총.                                                                                  |
| 콩스베르크 콜트      | 노르웨이       | 노르웨이가 미국제 콜트 M1911을 면허 생산한 권총.                                                                     |
| FEG 37M 권총         | 헝가리         | .380 ACP와 .32 ACP탄을 사용하는 권총으로 1937년에 채용.                                                              |

## 대전차총 및 산탄총
| 이름              | 개발국    | 개요 |
| 97식 대전차총     | 일본      | |
| PzB39 대전차소총  | 나치 독일 | 대전차소총으로 개발했으나, 전차 장갑의 증대로 효용성이 떨어지자 나중에 유탄발사기 GrB 39로 개칭되어 사용되었다. |
| Wz. 35 대전차소총 | 폴란드    | 폴란드가 개발했으나 독일군과 이탈리아군이 더 많이 사용한 대전차 소총.                                           |
| 졸로툰 S-18/1000  | 스위스    | 20mm 구경의 기관포탄을 사용하는 대전차총                                                                        |
| 보이즈 대전차소총 | 영국      | 영국이 리엔필드 소총의 구조를 키워서 개발한 대전차총.                                                           |
| 윈체스터 M1897    | 미국      | 수동 펌프 액션 방식 산탄총. 미국 해병대가 주로 태평양 전선에서 사용함.                                          |
| 윈체스터 M1912    | 미국      | 수동 펌프 액션 방식 산탄총. 미국 해병대가 주로 태평양 전선에서 사용함.                                          |
| 이싸카 M37        | 미국      | 수동 펌프 액션 방식 산탄총. 역시 미국 해병대가 주로 사용함.                                                     |
| 브라우닝 A5       | 미국      | 존 브라우닝이 설계한 자동식 산탄총.                                                                             |